# Сан Пјетро Ин Винколи (Равена)
Сан Пјетро Ин Винколи (итал. San Pietro In Vincoli) је насеље у Италији у округу Равена, региону Емилија-Ромања.
Према процени из 2011. у насељу је живело 1609 становника. Насеље се налази на надморској висини од 9 м.